# 岩崎欣二
岩崎欣二（いわさき きんじ、1940年12月22日 - 2006年6月28日）は、日本の無線通信技術の技術者、実業家。
大阪府大阪市出身。1963年東京大学工学部を卒業し、KDDに入社し、同年の日米初のテレビ衛星中継に関わった。1986年には通信分野の研究開発に対して与えられる前島密賞を受賞、同時受賞者には同じくKDDの村谷拓郎がいた。KDDI副社長・IP事業統括本部長兼研究開発本部管掌を務めた。
2006年6月28日に脳腫瘍のため死去した。
| スタブアイコン | サブスタブ | この項目は、まだ閲覧者の調べものの参照としては役立たない、人物に関連した書きかけの項目です。この項目を加筆・訂正などしてくださる協力者を求めています（P:人物伝/PJ:人物伝）。 |